# Robert Ligiewicz
Robert Ligiewicz (ur. 30 marca 1967 w Goleniowie) – polski perkusista rockowy, znany głównie z zespołu Hey, w którym gra od początku istnienia, brał udział w nagraniach wszystkich albumów grupy. Członek Akademii Fonograficznej ZPAV.
Debiutował w zespole Piotra Banacha Dum Dum. W latach 1989–1991, w czasie odbywania zasadniczej służby wojskowej w Kołobrzegu członek wojskowego zespołu estradowego "Przepustka". W 1992 został perkusistą formacji Hey, gdzie grał do zakończenia działalności grupy.